# Championnat de Russie de hockey sur glace 2002-2003
Saison précédente Saison suivante
2002-2003 est la septième saison de la Superliga, le championnat élite de hockey sur glace en Russie. L'équipe du Lokomotiv Iaroslavl remporte la saison régulière et également les séries éliminatoires.

## Saison régulière
Tous 51 matchs.
| Place | Équipe                   | Pts | V  | VP | N  | DP | D  | BP  | BC  | +/- |
| ----- | ------------------------ | --- | -- | -- | -- | -- | -- | --- | --- | --- |
| 1     | Lokomotiv Iaroslavl      | 110 | 32 | 2  | 7  | 3  | 7  | 163 | 90  | +73 |
| 2     | Avangard Omsk            | 99  | 27 | 5  | 6  | 2  | 11 | 163 | 114 | +49 |
| 3     | Severstal Tcherepovets   | 99  | 28 | 3  | 6  | 3  | 11 | 143 | 96  | +47 |
| 4     | Ak Bars Kazan            | 94  | 26 | 4  | 7  | 1  | 13 | 156 | 106 | +50 |
| 5     | Lada Togliatti           | 92  | 26 | 2  | 7  | 3  | 13 | 110 | 72  | +38 |
| 6     | Metallourg Magnitogorsk  | 85  | 23 | 2  | 8  | 4  | 14 | 121 | 101 | +20 |
| 7     | HK Dinamo Moscou         | 84  | 22 | 3  | 11 | 1  | 14 | 123 | 102 | +21 |
| 8     | Salavat Ioulaïev Oufa    | 77  | 20 | 3  | 9  | 2  | 17 | 107 | 87  | +20 |
| 9     | Metallourg Novokouznetsk | 69  | 16 | 6  | 8  | 1  | 20 | 126 | 124 | +2  |
| 10    | HK CSKA Moscou           | 67  | 20 | 0  | 6  | 3  | 22 | 123 | 119 | +4  |
| 11    | Amur Khabarovsk          | 67  | 17 | 3  | 9  | 1  | 21 | 113 | 122 | -9  |
| 12    | Neftekhimik Nijnekamsk   | 63  | 17 | 3  | 6  | 0  | 25 | 108 | 136 | -28 |
| 13    | SKA Saint-Pétersbourg    | 61  | 17 | 2  | 2  | 4  | 26 | 97  | 117 | -20 |
| 14    | Sibir Novossibirsk       | 60  | 16 | 1  | 6  | 4  | 24 | 98  | 124 | -26 |
| 15    | HK Spartak Moscou        | 53  | 14 | 1  | 5  | 4  | 27 | 108 | 149 | -41 |
| 16    | Traktor Tcheliabinsk     | 52  | 14 | 1  | 6  | 2  | 28 | 93  | 144 | -51 |
| 17    | Molot Prikamie Perm      | 41  | 11 | 0  | 7  | 1  | 32 | 80  | 160 | -80 |
| 18    | Krylia Sovetov Moscou    | 40  | 8  | 2  | 8  | 4  | 29 | 78  | 147 | -69 |

- Équipe championne de la saison régulière
- Équipe qualifiée pour les séries
- Équipe reléguée

## Séries éliminatoires
|  | Quarts de finale        | Quarts de finale       |                     |   | Demi-finales | Demi-finales |  |  | Finale | Finale |
|  | Quarts de finale        | Quarts de finale       |                     |   | Demi-finales | Demi-finales |  |  | Finale | Finale |
|  |                         |                        |                     |   |              |              |  |  |        |        |
|  |                         |                        |                     |   |              |              |  |  |        |        |
|  |                         |                        |                     |   |              |              |  |  |        |        |
|  | Lokomotiv Iaroslavl     | 3                      |                     |   |              |              |  |  |        |        |
|  | Lokomotiv Iaroslavl     | 3                      |                     |   |              |              |  |  |        |        |
|  | Salavat Ioulaïev Oufa   | 0                      |                     |   |              |              |  |  |        |        |
|  | Salavat Ioulaïev Oufa   | 0                      | Lokomotiv Iaroslavl | 3 |              |              |  |  |        |        |
|  |                         |                        | Lokomotiv Iaroslavl | 3 |              |              |  |  |        |        |
|  |                         | Lada Togliatti         | 0                   |   |              |              |  |  |        |        |
|  | Ak Bars Kazan           | Lada Togliatti         | 0                   | 2 |              |              |  |  |        |        |
|  | Ak Bars Kazan           |                        |                     | 2 |              |              |  |  |        |        |
|  | Lada Togliatti          | 3                      |                     |   |              |              |  |  |        |        |
|  | Lada Togliatti          | 3                      | Lokomotiv Iaroslavl | 3 |              |              |  |  |        |        |
|  |                         |                        | Lokomotiv Iaroslavl | 3 |              |              |  |  |        |        |
|  |                         | Severstal Tcherepovets | 1                   |   |              |              |  |  |        |        |
|  | Avangard Omsk           | Severstal Tcherepovets | 1                   | 3 |              |              |  |  |        |        |
|  | Avangard Omsk           |                        |                     | 3 |              |              |  |  |        |        |
|  | HK Dinamo Moscou        | 2                      |                     |   |              |              |  |  |        |        |
|  | HK Dinamo Moscou        | 2                      | Avangard Omsk       | 2 |              |              |  |  |        |        |
|  |                         |                        | Avangard Omsk       | 2 |              |              |  |  |        |        |
|  |                         | Severstal Tcherepovets | 3                   |   |              |              |  |  |        |        |
|  | Severstal Tcherepovets  | Severstal Tcherepovets | 3                   | 3 |              |              |  |  |        |        |
|  | Severstal Tcherepovets  |                        |                     | 3 |              |              |  |  |        |        |
|  | Metallourg Magnitogorsk | 0                      |                     |   |              |              |  |  |        |        |
|  | Metallourg Magnitogorsk | 0                      |                     |   |              |              |  |  |        |        |

- Pour la troisième place, le Lada Togliatti bat l'Avangard Omsk deux victoires à zéro.

## Match des étoiles
| 23 décembre 2002 | Conférence Est | 8-4 (3-0, 2-3, 3-1) | Conférence Ouest | 5 600 spectateurs |

| Feuille de match     | Feuille de match | Feuille de match  | Feuille de match | Feuille de match    |
| -------------------- | --- | ----------------- | --- | ------------------- |
|                      | 14 min 32 s, Gomoliako (Gorovikov, Moskaliov) 15 min 08 s, Souchinski (Zatonski) 16 min 35 s, Selivanov (Patera, Prokopiev) 37 min 00 s, Prokopiev (Antipine, Selivanov) 39 min 34 s, Souchinski (Iakoubov, Zatonski) 48 min 57 s, Selivanov 57 min 11 s, Selivanov (Prokopiev, Patera) 58 min 46 s, Souchinski (Iakoubov, Zatonski) |                   | 22 min 31 s, Nemtchinov (Peterek) 33 min 11 s, Antipov (Tourkovski, Nemtchinov) 38 min 32 s, Iepantchintsev (Gouskov) 46 min 21 s, Tourkovski | Arbitrage : Sidorov |
| Ieremeïev Podomatski | Gardiens | Sokolov Simtchouk | | Arbitrage : Sidorov |
|                      | |                   | | Arbitrage : Sidorov |
|                      | |                   | | Arbitrage : Sidorov |

| Nom                  | Équipe                   | Poste |
| -------------------- | ------------------------ | ----- |
| Kostiantin Simtchouk | Salavat Ioulaïev Oufa    | G     |
| Maksim Sokolov       | Metallourg Novokouznetsk | G     |
| Vladimir Antipine    | Barys Astana             | D     |
| Roman Koukhtinov     | Salavat Ioulaïev Oufa    | D     |
| Iouri Panov          | Avangard Omsk            | D     |
| Dmitri Riabykine     | Avangard Omsk            | D     |
| Dmitri Filimonov     | Molot Prikamie Perm      | D     |
| Jiří Šlégr           | Avangard Omsk            | D     |
| Sergueï Gomoliako    | Metchel Tcheliabinsk     | A     |
| Konstantin Gorovikov | Salavat Ioulaïev Oufa    | A     |
| Dmitri Zatonski      | Avangard Omsk            | A     |
| Sergueï Moskaliov    | Metallourg Novokouznetsk | A     |
| Pavel Patera         | Avangard Omsk            | A     |
| Aleksandr Prokopiev  | Avangard Omsk            | A     |
| Aleksandr Selivanov  | Metallourg Magnitogorsk  | A     |
| Maksim Souchinski    | Avangard Omsk            | A     |
| Ravil Iakoubov       | Avangard Omsk            | A     |
|                      |                          |       |
| Ivan Hlinka          | Avangard Omsk            | E     |
| Sergueï Nikolaïev    | Salavat Ioulaïev Oufa    | E     |
| Nikolaï Soloviov     | Metallourg Novokouznetsk | E     |

| Nom                   | Équipe                 | Poste |
| --------------------- | ---------------------- | ----- |
| Vitali Ieremeïev      | HK Dinamo Moscou       | G     |
| Iegor Podomatski      | Lokomotiv Iaroslavl    | G     |
| Sergueï Vychedkevitch | HK Dinamo Moscou       | D     |
| Aleksandr Gouskov     | Lokomotiv Iaroslavl    | D     |
| Dmitri Krassotkine    | Lokomotiv Iaroslavl    | D     |
| Andreï Skopintsev     | HK Dinamo Moscou       | D     |
| Vassili Tourkovski    | Severstal Tcherepovets | D     |
| Vladimir Antipov      | Lokomotiv Iaroslavl    | A     |
| Viatcheslav Boutsaïev | Lokomotiv Iaroslavl    | A     |
| Vadim Iepantchintsev  | Severstal Tcherepovets | A     |
| Sergueï Zinoviev      | Ak Bars Kazan          | A     |
| Andreï Kovalenko      | Lokomotiv Iaroslavl    | A     |
| Sergueï Nemtchinov    | Lokomotiv Iaroslavl    | A     |
| Jan Peterek           | Lokomotiv Iaroslavl    | A     |
| Andreï Razine         | HK Dinamo Moscou       | A     |
| Alekseï Tchoupine     | Ak Bars Kazan          | A     |
|                       |                        |       |
| Sergueï Mikhaliov     | Severstal Tcherepovets | E     |
| Vladimír Vůjtek       | Lokomotiv Iaroslavl    | E     |

## Trophées
- Crosse d'or (vote des entraîneurs) : Andreï Kovalenko (Iaroslavl).
- Équipe-type : Maksim Mikhaïlovski (Togliatti) ; Sergueï Goussev (Tcherepovets) - Aleksandr Gouskov (Iaroslavl) ; Vadim Iepantchintsev (Tcherepovets) - Igor Grigorenko (Togliatti) - Andreï Kovalenko (Iaroslavl).
- Meilleur gardien : Iegor Podomatski (Iaroslavl).
- Meilleur défenseur : Aleksandr Gouskov (Iaroslavl).
- Meilleur espoir : Aleksandr Siomine (Togliatti).
- Meilleur vétéran : Aleksandr Semak (Dinamo Moscou).
- Trophée du fair-play : Vadim Iepantchintsev (Tcherepovets).
- Meilleur entraîneur : Sergueï Mikhaliov (Tcherepovets).
- Meilleur joueur des play-offs : Andreï Kovalenko (Iaroslavl).
- Meilleur arbitre : Mikhaïl Boutourline.

## Vyschaïa Liga
Le Torpedo Nijni Novgorod remporte la Vyschaïa Liga.